# Synagoga Eliakima Gliksmana i Jakuba Jankielewicza w Łodzi
Synagoga Eliakima Gliksmana i Jakuba Jankielewicza w Łodzi – prywatny dom modlitwy znajdujący się w Łodzi przy ulicy Piotrkowskiej 43.
Synagoga została założona w 1899 roku z inicjatywy Eliakima Gliksmana i Jakuba Jankielewicza. Mogła ona pomieścić 30 osób. Podczas II wojny światowej Niemcy zdewastowali synagogę.  